# Leclercera longiventris
Leclercera longiventris là một loài nhện trong họ Ochyroceratidae. Loài này phân bố ở Thailand.